# Tour de France 2019/9. Etappe
Die 9. Etappe der Tour de France 2019 fand am 14. Juli 2019 statt. Es war französischer Nationalfeiertag und der Franzose Julian Alaphilippe fuhr im Gelben Trikot. Die 170,5 Kilometer lange hügelige Etappe führte von Saint-Étienne nach Brioude. Der Etappenstart war um 13:05 Uhr am Stade Geoffroy-Guichard, der scharfe Start erfolgte um 13:27 Uhr nördlich von Saint-Genest-Lerpt. 

## Rennverlauf
Auf den ersten Kilometern bildete sich eine 14-köpfige Spitzengruppe aus Lukas Pöstlberger, Oliver Naesen, Iván García Cortina, Jan Tratnik, Tony Martin, Simon Clarke, Daryl Impey, Jasper Stuyven, Nicolas Roche, Jesús Herrada, Tiesj Benoot, Romain Sicard, Edvald Boasson Hagen und Anthony Delaplace. Zuvor hatte Nils Politt versucht sich vom Fahrerfeld abzusetzen, sein Ausreißversuch misslang jedoch.
Am ersten Anstieg zur Mur d'Aurec-sur-Loire stieß noch Marc Soler zu der Spitzengruppe, sodass die Ausreißergruppe 15 Fahrer umfasste. Auch Rui Costa versuchte noch, an die Spitzengruppe heranzufahren, scheiterte aber. Die Ausreißer konnten sich im Laufe der Etappe einen Vorsprung von mehr als 10 Minuten erarbeiten. Nach dem zweiten Anstieg (Côte des Guillaumanches) setzte Pöstlberger eine Attacke an, die Verfolgergruppe zerfiel in mehrere Gruppen. Pöstlberger wurde beim Anstieg zum Côte de Saint-Just-près-Brioude wieder gestellt. Kurz vor der letzten Bergwertung setzten sich Impey, Benoot und Roche von den restlichen Fahrern ab. Das Spitzentrio versuchte nun den Etappensieg unter sich zu entscheiden. Etwa 13 Kilometer vor dem Ziel hatte das Trio einen Vorsprung von 15 Sekunden zum Verfolgerquartett Tratnik, Naesen, Stuyven und Soler. Acht Kilometer vor dem Ziel attackierte Benoot, Impey ging nach; Roche konnte das Tempo des Spitzenduos nicht mehr mithalten. Auf den letzten 100 Metern konnte Impey den Etappensieg im Sprint für sich entscheiden. Dritter wurde Tratnik. Das Hauptfeld kam 16:25 Minuten nach dem Spitzenduo ins Ziel. Es gab keine Veränderungen in den Wertungen.
Überschattet wurde die Etappe von einem schweren Sturz, wenige Kilometer nach dem scharfen Start. Der Italiener Alessandro De Marchi (CCC Team), der am Tag zuvor noch bis wenige Kilometer vor dem Ziel als letzter mit Ausreißer Thomas De Gendt mithalten konnte, musste das Rennen aufgeben. Er hatte sich schwere Verletzungen, darunter eine Schlüsselbeinfraktur, eine gebroche Rippe und eine Lungenprellung, zugezogen.

## Zeitbonus
| Zeitbonus an der Côte de Saint-Just-près-Brioude | Zeitbonus an der Côte de Saint-Just-près-Brioude |
| Fahrer                                           | Zeitbonus                                        |
| ------------------------------------------------ | ------------------------------------------------ |
| Daryl Impey (MTS)                                | 8 Sekunden                                       |
| Tiesj Benoot (LTS)                               | 5 Sekunden                                       |
| Nicolas Roche (SUN)                              | 2 Sekunden                                       |

| Zeitbonus am Etappenziel | Zeitbonus am Etappenziel |
| Fahrer                   | Zeitbonus                |
| ------------------------ | ------------------------ |
| Daryl Impey (MTS)        | 10 Sekunden              |
| Tiesj Benoot (LTS)       | 6 Sekunden               |
| Jan Tratnik (TBM)        | 4 Sekunden               |

## Aufgaben
- Alessandro De Marchi (CCC): Aufgabe während der Etappe